# 默啜
默啜（7世纪？—716年7月22日），阿史那氏，名瓌。默啜是他的封号，又作默咄、墨啜、武则天贬称他为斩啜。后东突厥第二任可汗，骨咄禄之弟。

## 生平
永昌年间（689年），默啜领军侵犯武周边境，武则天派遣薛怀义为清平道大总管，率军击之，至单于台，刻石纪功而还。回师后，薛怀义被封为鄂国公，赐帛二千段。691年，骨咄禄死后，其子默棘连年幼，默啜自立为可汗。鄂尔浑突厥文碑称作阿波干可汗。
长寿二年（692年），默啜率众入寇灵州，烧杀掳掠。薛怀义再次任代北道行军大总管，率领李多祚、苏宏晖、契苾明、曹仁师、沙吒忠义等十大将军征讨，但寻找不到敌军，无功而返。不久默啜派遣使者来朝，武则天大悦，册授左卫大将军，封归国公，赐物五千段。次年，复遣使请和，又加授迁善可汗（轉寫：Qapaγan qaγan）。
萬歲通天元年（696年），契丹首领李尽忠、孙万荣反叛，攻陷营州。默啜遣使上言：“请还河西降户，即率部落兵马为国家讨击契丹。”武则天答应。默啜于是领兵帮助武周攻击契丹，将其部众击溃，掳获人口牲畜，默啜由此逐渐强盛。武则天又派遣使者左豹韬卫将军阎知微（阎立德之孙）册立默啜为特进、颉跌利施大单于、立功报国可汗。
圣历元年（698年），默啜上表请求与武则天结拜为母子，并称将女儿与唐朝进行和亲，随后提出要求，将高宗咸亨年间降附唐朝、被安置在丰、胜、灵、夏、朔、代等六州的突厥诸部落降户归还给突厥，以及割让单于都护府之地，兼请赏赐农器、种子。武则天拒绝，默啜大为怨怒，言辞无礼，扣留了武周使者司宾卿田归道，想将他杀害。武周朝廷惧怕其兵势，纳言姚璹、鸾台侍郎杨再思建议答应其和亲，于是六州的数千帐突厥降户被赶走，但并没有割让单于都护府之地，并赏赐种子三万石、杂彩五万段、铁四万斤、农器三千具，答应和亲要求，田归道得以幸免，被放回。突厥社会生产力迅速发展，默啜由此更加强盛，四出攻击契丹、拔悉密、黠戛斯、葛逻禄、拔野古等部，控地万余里，为颉利可汗后突厥最强盛时代。
同年秋七月，武则天令右豹韬卫大将军阎知微、右武威卫郎将杨鸾庄、监军裴怀古护送魏王武承嗣之子淮阳王武延秀前往突厥进行和亲，到达黑沙南庭后，默啜却以其女要嫁的是李家天子兒，非武家兒，并声称要帮助李氏重新立国为借口，扣留了武延秀等人，随后胁迫阎知微为南面可汗，率众十余万，入侵武周静难及平狄、清夷等军。静难军使、左正锋卫将军慕容玄皦以兵五千人投降突厥。随即突厥进寇妫州、檀州等州，武则天令司属卿高平王武重规为天兵中道大总管，右武威卫将军沙吒忠义为天兵西道前军总管，幽州都督张仁亶为天兵东道总管，率兵二十万迎击，右羽林卫大将军阎敬容为天兵西道后军总管，统兵十五万为后援。默啜又分兵从恆岳道入寇蔚州，攻陷飞狐县。
八月初一，默啜率兵攻陷河北定州，杀死刺史孙彦高，焚烧百姓房屋，虏掠男女，杀死老弱数千人。武则天大怒，下令悬赏有斩杀默啜者，封王，改默啜名为斩啜。九月，突厥围攻赵州，长史唐波若跳城投降，刺史高睿据城顽抗，城破遇害。九月十八日，武则天以纳言狄仁杰为河北道行军元帅，征讨突厥。二十五日，默啜带着赵、定等州所掳掠的男女八九万人从五回道撤退，并在沿途进行屠杀，而沙吒忠义及后军总管李多祚等皆持重兵，与敌军相望，却不敢战。狄仁杰总兵十万追击，却未能赶上。突厥退至幽州时，检校幽州都督张仁愿出城邀击，手臂中箭。十月阎知微从突厥逃回，被武则天下令百官将其分尸，然后斩首，并夷其三族。
圣历二年（699年），默啜立其弟阿史那咄悉匐为左厢察，骨咄禄子阿史那默矩为右厢察，各自统领兵马二万余人。又立其子匐俱为小可汗，号为拓西可汗，位在两察之上，统领处木昆等十姓兵马四万余人。经过连番掠夺契丹、武周的领地，此时的突厥东到渤海，西到天山，东西万余里，控弦四十万，成为颉利可汗之后最为强盛的突厥帝国。此后突厥连年入寇武周边境。久视元年（700年），掠夺陇右诸监马万余匹。武则天以右肃政御史大夫魏元忠为灵武道行军大总管，以防突厥，又命安北大都督相王李旦为天兵道元帅，统领诸军征讨，但未及出兵而敌军就已退兵。
长安三年（703年），默啜派遣使者莫贺达干，请求以女儿嫁给皇太子李显之子为妻。武则天令太子之子平恩王李重俊、义兴王李重明出来给突厥使者选择。默啜又派出大酋长移力贪汗入朝，献马千匹，及方物以答谢许亲之意。武则天在宿羽亭设宴招待，太子、相王及朝集使三品以上参与宴会，重赏之后送回突厥。
神龙元年（705年），唐中宗即位。神龙二年（706年），默啜又入寇灵州鸣沙县。灵武军大总管沙吒忠义领兵御敌，唐中军被突厥击破，主将沙吒忠义先逃，官军大败，战死者六千余人。突厥进军至原、会等州，掠夺陇右群牧马万余匹后退走。沙吒忠义被免除官职，左屯卫大将军张仁愿接替他统领灵武军，暗中尾随突厥军之后，在夜袭战中大破突厥。中宗下制断绝其和亲，再次悬赏购募能斩获默啜者封国王，授诸卫大将军，赏物二千段。又命内外官员外进献破突厥的计策。默啜闻讯后，杀死唐朝的行人假鸿胪卿臧思言。 
景龙三年（709年），突骑施部可汗娑葛之弟遮弩叛逃突厥，默啜以他为向导，派兵二万人与娑葛大战，将其击败俘虏，随后又将娑葛和遮弩兄弟杀死。唐朝的灵武军大总管张仁愿想默啜在西方大战无暇东顾时乘虚夺取漠南之地，于河北修筑三受降城，首尾相应，以断绝突厥南寇之路。在张仁愿的严厉军法下，两个月就修好三城，以黄河北岸的拂云祠为中城，与东、西两城相去各四百余里，三城都临近河流，又在牛头朝那山北置烽候一千八百所，从此突厥被隔断在山外，不能度山放牧。
景元元年（710年），唐睿宗即位，默啜又遣使请求和亲。睿宗之子宋王李成器的女儿被封为金山公主，成为和亲公主，默啜之子杨我支特勤来到唐朝迎亲，不久睿宗退位，亲事废除。先天二年（713年）八月，再派杨我支特勤入朝请婚，唐玄宗许嫁蜀王女南和县主，也没有成婚。
默啜年老，被其征服的契丹和奚族等部落不堪忍受其征役，逐渐逃散。
开元二年（714年），默啜自称天上得果报天男突厥圣天骨咄禄可汗，遣其子移涅可汗、同俄特勤和妹夫火拔石失毕（火拔部落颉利发，其子归唐後改名归仁，封燕山郡王）率精锐骑兵包围北庭都护府，都护郭虔瓘据城固守，同俄特勒单骑逼进城下，郭虔瓘在路边伏下壮士，突起斩之，突厥退兵。
开元三年（715年），西突厥十姓部落左厢五咄陆五啜、右厢五弩失毕五俟斤（碎叶川以东称左厢咄陆部，以西称右厢弩失毕部。东西两厢各辖五姓：左厢五姓酋首称啜，右厢五姓酋首称俟斤。每姓各授令箭，合称两厢、十姓，也称十箭、十设。于是十姓、十箭也成为西突厥的代名词。）及女婿高丽莫离支高文简、𨁂跌都督𨁂跌思泰等各自率领其部众，相继降唐，前后有万余帐。不久默啜女婿阿史德胡禄也归降唐朝。同年，默啜与九姓（以回纥为首的“九姓”部落联盟有回纥、僕固、浑、拔曳固、同罗、思结、契苾、阿布思、葛逻禄。）首领阿布思在碛北大战，九姓被击溃，阿布思逃到唐朝请求归附。
开元四年（716年），默啜又向北征讨九姓拔野古（拔曳固）部落，大战于独乐河（独乐水，今蒙古国乌兰巴托南土拉河），拔曳固大败。默啜得胜回师时，大意不设防备，六月廿九，拔曳固部落溃兵颉质略在柳树林中将默啜伏击斩杀，带着首级与唐朝入蕃使郝灵荃到京师长安领赏。默啜的儿子拓西小可汗继立大可汗，前可汗骨咄禄的儿子阙特勤联合旧部，将小可汗及其诸弟并亲信击杀，阙特勒之兄左贤王默棘连被立为毗伽可汗。默啜的另一个儿子墨特勤归附唐朝，墨特勤与儿子史继先后来都担任唐朝将领。

## 延伸阅读
[在维基数据编辑]
 《舊唐書·卷194上》，出自刘昫《舊唐書》